# ビアボール
ビアボールは、サントリーが2022年7月に業務用で試験発売を行ったのち、同10月から業務用中瓶、11月から家庭用小瓶をそれぞれ発売した、炭酸水で割るビールである。

## 概要
近年の生活の多様化で、ユーザーは自分のペースに合わせた心地よい「お酒時間」を楽しむ人が増えていく半面、ビール類（発泡酒や第三のビールと呼ばれる麦芽以外で作られるビール風味飲料も含む）の市場は販売量が17年連続して減少傾向にあることから、ビールの価値観の変化が進んでいるとされ、今回「新しいビール文化」の構築を目指すため、日本で初めて炭酸水を使って自分の好みで作って味わえるビールのハイボールとして新発売することで、ビール市場の活性化につなげる狙いがある。
このビアボールは、2022年秋に日本経済新聞社発行の雑誌『日経トレンディ』から発表された「2023年のヒット予測」で第3位にランキングされるほど注目された。

## 商品
中身はこれまで培った醸造技術を生かし、「ビアボール」ならではの醸造条件を作ることを目指し、通常であれば麦芽酵母がビールの基となる麦汁の糖類を分解してアルコールと炭酸を発生させるが、サントリーは酵母への栄養供給や、温度管理を徹底し、麦汁の濃度を高めることによって、炭酸でも割りやすいアルコール度数16%と、サントリーのビール製品過去最高のアルコール度数を可能とし、氷を入れ、炭酸水で割ることでしっかりと感じられるビールの味わいと香りを長時間楽しめることや、麦芽本来のうまみとコク、フルーティーでさわやかな醸造香を自分の好みに応じて楽しむことができる。
作り方として、グラスに氷をいっぱいに入れ、その次に炭酸水、ビアボールの順に注ぎ入れ、最後にマドラーやスプーンなどで1回軽く混ぜ合わせる。基本的な割合は炭酸水 3:ビアボール 1が望ましいが、ビアボールの濃さを自由に調節できるほか、単に氷とビアボールで作る「ビアロック」などの楽しみ方もできる。この推奨される3:1の割合で作った場合だと、480mL相当分のグラスに換算すれば、約10杯分、380mL相当であれば約8杯分が作れるという。
酒税法上のビールに該当するが、焼酎を発泡性麦芽飲料で割る「ホッピー」に近似した商品ととらえることができる。

## 展開
- 業務用中瓶 500mL、家庭用小瓶 334mL
  - アルコール度数いずれも16%[1]

## テレビコマーシャル
- 黒島結菜、柄本時生、渡邊圭祐をイメージキャラクターに起用して2022年11月より全国展開している[6]。